# Мумарье
Мумарье — село в Наровчатском районе Пензенской области России. Входит в состав Вьюнского сельсовета.

## География
Село находится в северо-западной части Пензенской области, в пределах западного склона Приволжской возвышенности, в лесостепной зоне, на левом берегу реки Шелдаис, на расстоянии примерно 11 километров (по прямой) к югу от села Наровчат, административного центра района.

### Климат
Климат характеризуется как умеренно континентальный, с холодной продолжительной зимой и тёплым летом. Среднегодовая температура воздуха — 3,6 — 3,8 °C. Средняя температура воздуха самого тёплого месяца (июля) — 20 °C; самого холодного (января) — −13 °C. Безморозный период длится 128 дней. Продолжительность вегетационного периода — в среднем 176 дней. Среднегодовое количество атмосферных составляет 538 мм, из которых большая часть выпадает в тёплый период. Снежный покров устанавливается в конце ноября и держится в течение 136 дней.

### Часовой пояс
Село Мумарье, как и вся Пензенская область, находится в часовой зоне МСК (московское время). Смещение применяемого времени относительно UTC составляет +3:00.

## Население
| 1710  | 1795 | 1864 | 1877 | 1897 | 1912 | 1926 |
| ----- | ---- | ---- | ---- | ---- | ---- | ---- |
| 53    | ↗272 | ↗429 | ↗589 | ↗645 | ↗910 | ↘868 |
| 1930  | 1937 | 1959 | 1979 | 1989 | 1996 | 2002 |
| ↗1051 | ↘457 | ↘265 | ↘166 | ↘121 | ↘115 | ↘90  |
| 2010  |      |      |      |      |      |      |
| ↘65   |      |      |      |      |      |      |

### Национальный состав
Согласно результатам переписи 2002 года, в национальной структуре населения русские составляли 100 % из 90 чел.